# 悪魔のいけにえシリーズ
「悪魔のいけにえ」（Texas Chainsaw Massacre）シリーズは、8本の映画とコミック、そしてオリジナル映画のビデオゲーム化で構成されるアメリカのホラー・フランチャイズである。このシリーズは、人食い人種の殺人鬼レザーフェイスとその一家に焦点を当てている。彼らは、テキサスの荒涼とした田舎にある彼らのテリトリーを訪れる無防備な人々を恐怖に陥れ、通常、彼らを殺してその後調理する。オリジナル作品は1974年に公開され、監督はトビー・フーパー、脚本はフーパ―とキム・ヘンケルが務めた。フーパーとヘンケルは後の3作品にも参加している。
この映画シリーズは、全世界で2億5200万ドル以上の興行収入を記録している。

## 映画
| 映画                                                                                         | 米国公開日     | 監督                                                                                  | 脚本                                             | 製作 |
| -------------------------------------------------------------------------------------------- | -------------- | ------------------------------------------------------------------------------------- | ------------------------------------------------ | --- |
| 悪魔のいけにえ The Texas Chain Saw Massacre                                                  | 1974年10月11日 | トビー・フーパー                                                                      | キム・ヘンケル、トビー・フーパー                 | トビー・フーパー                                                                                             |
| 悪魔のいけにえ2 The Texas Chainsaw Massacre 2                                                | 1986年8月22日  | トビー・フーパー                                                                      | L・M・キット・カーソン                           | メナヘム・ゴーラン、ヨーラム・グローバス                                                                     |
| 悪魔のいけにえ3 レザーフェイス逆襲 Leatherface: The Texas Chainsaw Massacre III              | 1990年1月12日  | ジェフ・バー                                                                          | デヴィッド・ショウ (David J. Schow)              | ロバート・エンゲルマン                                                                                       |
| 悪魔のいけにえ レジェンド・オブ・レザーフェイス Texas Chainsaw Massacre: The Next Generation | 1995年3月12日  | キム・ヘンケル                                                                        | キム・ヘンケル                                   | ロバート・クーン、キム・ヘンケル                                                                             |
| テキサス・チェーンソー The Texas Chainsaw Massacre                                           | 2003年10月17日 | マーカス・ニスペル                                                                    | スコット・コーサー                               | マイケル・ベイ、マイク・フレイス、キム・ヘンケル、トビー・フーパー                                           |
| テキサス・チェーンソー ビギニング The Texas Chainsaw Massacre: The Beginning                 | 2006年10月6日  | ジョナサン・リーベスマン                                                              | シェルドン・ターナー                             | マイケル・ベイ、マイク・フレイス、キム・ヘンケル、トビー・フーパー、ブラッド・フラー、アンドリュー・フォーム |
| 飛びだす 悪魔のいけにえ レザーフェイス一家の逆襲 Texas Chainsaw 3D                           | 2013年1月4日   | ジョン・ラッセンホップ                                                                | アダム・マーカス、デブラ・サリヴァン             | マーク・バーグ、カール・マッツォコーネ                                                                       |
| レザーフェイス-悪魔のいけにえ Leatherface                                                    | 2017年10月20日 | ジュリアン・モーリー&アレクサンドル・バスティロ (Julien Maury and Alexandre Bustillo) | セス・M・シャーウッド                            | クリスタ・キャンベル、ラティ・グロブマン、カール・マッツォコーネ、レス・ウェルドン                           |
| 悪魔のいけにえ -レザーフェイス・リターンズ- The Texas Chainsaw Massacre                      | 2022年2月18日  | デヴィッド・ブルー・ガルシア                                                          | クリス・トーマス・デヴリン (Chris Thomas Devlin) | フェデ・アルバレス、ロド・サヤゲス、キム・ヘンケル、イアン・ヘンケル、パット・キャシディ                     |

### 概要
| 「悪魔のいけにえ」のストーリー年表                                                                                        | 「悪魔のいけにえ」のストーリー年表 | 「悪魔のいけにえ」のストーリー年表 | 「悪魔のいけにえ」のストーリー年表 |
| オリジナルの連続性 | オリジナルの連続性                 | オリジナルの連続性                 | オリジナルの連続性                 |
| --- | ---------------------------------- | ---------------------------------- | ---------------------------------- |
| - 悪魔のいけにえ - 悪魔のいけにえ2 - 悪魔のいけにえ3 レザーフェイス逆襲 - 悪魔のいけにえ レジェンド・オブ・レザーフェイス |                                    |                                    |                                    |
| プラチナ・デューンズのリメイクの連続性                                                                                    |                                    |                                    |                                    |
| - テキサス・チェーンソー ビギニング - テキサス・チェーンソー                                                              |                                    |                                    |                                    |
| ミレニアム・フィルムズの別の連続性                                                                                        |                                    |                                    |                                    |
| - レザーフェイス-悪魔のいけにえ - 悪魔のいけにえ - 飛びだす 悪魔のいけにえ レザーフェイス一家の逆襲                       |                                    |                                    |                                    |
| レジェンダリーの別の連続性                                                                                                |                                    |                                    |                                    |
| - 悪魔のいけにえ - Texas Chainsaw Massacre                                                                                |                                    |                                    |                                    |

1974年に公開された『悪魔のいけにえ』は、シリーズの最初の作品であり、最も成功した作品である。1970年代のスラッシャー映画の最初の作品と言われており、後の低予算スラッシャー映画に見られる多くのお決まりのパターンの起源となった。テキサスの田舎に住む人食い人種の一家が、ガソリンスタンドの客を誘拐するというストーリー。レザーフェイスは、人の皮で作られたマスク、血まみれの肉屋のエプロン、チェーンソーなど、映画史上最も有名な悪役の1人である。この映画は実話を基にしているが、実際の事件は描かれておらず、映画『サイコ』と同様に、悪名高い殺人鬼エド・ゲイン（単独犯で、チェーンソーは用いなかった）をモチーフにしている。
『悪魔のいけにえ2』（1986年）は、1作目の事件から13年後の世界を描いた作品である。比較的少ない製作費を回収できたものの、経済的な成功とは言えなかった。しかし、公開当初からカルト的な人気を誇っていた。ドキュメンタリータッチで流血表現を抑えた前作とは異なり、ブラックユーモアとメイクアップ・マエストロのトム・サヴィーニによる様々な流血表現を盛り込んだコメディタッチのホラー映画である。この作品には、小説家のキンキー・フリードマンのほか、映画評論家のジョー・ボブ・ブリッグスが出演している。ブリッグスの出演は編集でカットされていたが、ディレクターズカット版がDVD化された際に復活した。
『悪魔のいけにえ3 レザーフェイス逆襲』は、1990年に公開された前2作の続編。出演はケイト・ホッジ、ケン・フォリー、ヴィゴ・モーテンセンで、監督はジェフ・バーである。当時、本作はニュー・ライン・シネマが製作するシリーズ続編の第一弾と考えられていた。しかし、この作品は商業的に成功したとは言えず、ニュー・ラインはこのシリーズにそれ以上関わることはなかった。
『悪魔のいけにえ レジェンド・オブ・レザーフェイス』（1995年）は、オリジナルシリーズの4作目にして最終作である。最初の上映後、コロンビア ピクチャーズはこの作品を棚上げしたが、出演のレネー・ゼルウィガーとマシュー・マコノヒーが有名になった後、1997年に公開された。
2003年に公開されたリメイク版『テキサス・チェーンソー』は、1作目の出来事をベースにしているが、ほとんどの部分で異なるストーリー展開をしている。例えば、レザーフェイスのサイコなヒッチハイカーの兄を拾うのではなく、一行は代わりに彼らのバンの中で自殺したトラウマを抱えた生存者に遭遇するという点が、2作の大きな違いである。この映画では、レザーフェイスの経歴、本名（トーマス・ブラウン・ヒューイット）、マスクをしている理由（皮膚病で鼻が腐っている）などが語られている。このリメイク版は公開時には賛否両論の評価を受けたが、経済的には十分な成功を収めたため、1969年を舞台にした前日譚『テキサス・チェーンソー ビギニング』（2006年）が公開された。レザーフェイス一家のルーツを探り、その過去を掘り下げている。レザーフェイスの最初のマスクが登場し、チェーンソーを使った最初の殺人も描かれている。興行収入は前作を下回り、映画評論家からも概ね否定的な評価を受けている。
7作目の『飛びだす 悪魔のいけにえ レザーフェイス一家の逆襲』（2013年）は、1974年のオリジナル作品の直接の続編であり、他の続編の出来事には言及しない。一度も会ったことのない亡くなった祖母からの遺産を受け取るために、友人たちとテキサスを旅しているヘザーという少女を描いている。そこでヘザーは、自分が1974年の映画の事件後に町の人々に殺されたソーヤー家の一員であり、レザーフェイスの従兄弟であることを知る。前日譚『レザーフェイス-悪魔のいけにえ』（2017年）の脚本家であるセス・M・シャーウッドによると、第8作は『レザーフェイス』、『悪魔のいけにえ』（1974年）、『飛びだす 悪魔のいけにえ レザーフェイス一家の逆襲』からなる連続性の一部である。

### 将来
『レザーフェイス-悪魔のいけにえ』の公開後、プロデューサーは「悪魔のいけにえ」映画をさらに5本製作する権利を持っていた。2015年4月、プロデューサーのクリスタ・キャンベルは、潜在的な映画の運命は、2017年の前日譚に関する経済的な受け止め方やファンの反応の受け止め方に大きく左右されると語った。キャンベルは2017年12月に、ライオンズゲートとミレニアム・フィルムズが公開までに時間がかかったためにフランチャイズ権を失ったことを明らかにした。
2018年8月には、レジェンダリー・エンターテインメントがテレビや映画のプロジェクト開発に興味を持って権利を追求していることが報じられた。翌年の9月19日には、フェデ・アルバレスが次回作の製作を行うことが明らかになった。
2020年2月、ライアンとアンディのトヒル兄弟が次回作の監督として採用された。この作品の設定は、60歳になったレザーフェイスに焦点を当て、オリジナルの『悪魔のいけにえ』の出来事から47年後の世界を描いている。物語はメロディとドリーマ2人の姉妹を中心に展開される。メロディは「25歳のサンフランシスコの金の亡者で、10代の妹を都会で一人にしてしまうことを恐れて、出張でテキサスに連れて行く」。妹のドリーマはアマチュア写真家で、車いすを使用しており、「おそらく障害があると思われる」。8月24日、トートヒル兄弟は撮影開始1週間で解雇され、デヴィッド・ブルー・ガルシアに交代した。2021年3月には、製作は完了した。
2021年4月15日、タイトルが『Texas Chainsaw Massacre』であることが明らかになり、R指定であることが確認された。レザーフェイス役には、故ガンナー・ハンセンに代わってマーク・バーナムが起用され、サリー・ハーデスティ役には、故マリリン・バーンズに代わってオルウェン・フーレが起用された。2021年8月、劇場公開されず、代わりにNetflixで公開されることが発表された。

## 評価

### 興行成績
「悪魔のいけにえ」を、他の興行収入上位のホラー映画シリーズ（「エルム街の悪夢」、「チャイルド・プレイ」、「13日の金曜日」、「ハロウィン」、「ハンニバル・レクター」シリーズ、「サイコ」、「ソウ」、「スクリーム」）と比較し、2011年のインフレーション調整を行った場合、「悪魔のいけにえ」は、合計3億460万ドルの興行収入で、「チャイルド・プレイ」の約2億300万ドルを上回るだけで、米国で8番目に高いホラー映画シリーズとなった。このシリーズは、「13日の金曜日」の6億8710万ドル、「エルム街の悪夢」の5億9280万ドル、「ハンニバル・レクター」シリーズの5億8870万ドル、「ハロウィン」の5億5750万ドル、「ソウ」の4億5740万ドル、「スクリーム」の4億4290万ドル、「サイコ」シリーズの3億7630万ドルに次ぐもの。
| 映画                                             | 米国公開日     | 興行収入     | 興行収入     | 興行収入     | 製作費          | Ref.          |
| 映画                                             | 米国公開日     | 米国         | その他の地域 | 全世界       | 製作費          |               |
| ------------------------------------------------ | -------------- | ------------ | ------------ | ------------ | --------------- | ------------- |
| 悪魔のいけにえ                                   | 1974年10月11日 | $30,859,000  | N/A          | $30,859,000  | $80,000–140,000 | [ 23 ] [ 24 ] |
| 悪魔のいけにえ2                                  | 1986年8月22日  | $8,025,872   | N/A          | $8,025,872   | $4,700,000      | [ 25 ] [ 24 ] |
| 悪魔のいけにえ3 レザーフェイス逆襲               | 1990年1月12日  | $5,765,562   | N/A          | $5,765,562   | $2,000,000      | [ 26 ] [ 24 ] |
| 悪魔のいけにえ レジェンド・オブ・レザーフェイス  | 1995年3月12日  | $185,898     | N/A          | $185,898     | $600,000        | [ 27 ]        |
| テキサス・チェーンソー                           | 2003年10月17日 | $80,571,655  | $26,500,000  | $107,071,655 | $9,500,000      | [ 28 ]        |
| テキサス・チェーンソー ビギニング                | 2006年10月6日  | $39,517,763  | $12,246,643  | $51,764,406  | $16,000,000     | [ 29 ]        |
| 飛びだす 悪魔のいけにえ レザーフェイス一家の逆襲 | 2013年1月4日   | $34,341,945  | $12,900,000  | $47,241,945  | $20,000,000     |               |
| レザーフェイス-悪魔のいけにえ                    | 2017年10月20日 | N/A          | $1,476,843   | $1,476,843   | N/A             |               |
| 合計                                             | 合計           | $199,258,695 | $53,123,486  | $252,391,201 | $50,340,000     |               |